# Kathryn Plummer
Pour les articles homonymes, voir Plummer.
Kathryn Plummer est une joueuse américaine de volley-ball née le 16 octobre 1998 à Long Beach, en Californie. Elle a remporté avec l'équipe des États-Unis la médaille d'argent du tournoi féminin aux Jeux olympiques d'été de 2024, organisés à Paris.